# Сапиндоцветни
Сапиндоцветните (Sapindales) са разред покритосеменни растения от групата на розидите. В класификационната система APG II разредът включва следните семейства:
- Anacardiaceae – Смрадликови
- Biebersteiniaceae
- Burseraceae
- Kirkiaceae
- Meliaceae
- Nitrariaceae (+ Peganaceae и Tetradiclidaceae)
- Rutaceae – Седефчеви
- Sapindaceae – Сапиндови
- Simaroubaceae

Забележка: „+ ...“ = възможност за отделяне на самостоятелно семейство.